# Romolo Lombardi
Romolo Lombardi (São Paulo, 24 de maio de 1891 — São Paulo, 12 de outubro de 1957) foi um pintor, cenógrafo e decorador brasileiro.
Nas décadas de 1920 e 1930, Lombardi foi um dos principais cenógrafos do Teatro Municipal de São Paulo, onde trabalhou de 1916 a 1941, e ficou conhecido como "o mago da cenografia" brasileira, segundo o curador Dario Bueno.
Outros cenógrafos conhecidos na época em São Paulo, ao lado de Lombardi, foram Antônio Paim Vieira, Henrique Manzo, Juvenal Prado, além de Hipólito Colombo, Ângelo Lazary e Jaime Silva.

## Biografia

### Cenografia
Ao longo de sua carreira, além do Teatro Municipal de São Paulo, Lombardi projetou e construiu cenários para outras companhias teatrais, como a Companhia de Teatro Zaira Médice, Companhia Italiana de Opereta de Clara Weiss, Associação Ópera Lírica Nacional e Companhia Procópio Ferreira, entre outras.
Em 1916, ingressou como cenógrafo na Companhia Sebastião Arruda (1916-1928), um grupo de teatro paulistano. Através dessa companhia, organizou a cenografia da peça A Pérola Encantada (1918), encenada no antigo Theatro Boa Vista (1916-1947), em São Paulo. Em 1920, pela Companhia Gonçalves, realizou cenários para a peça Adeus Amor, escrita por Gastão Barroso.
Em março de 1921, pela Companhia Gonçalves, Lombardi criou o cenário da peça Sai Azar!, no Theatro Apollo. Em agosto de 1921, no mesmo Theatro Boa Vista, Lombardi criou cenário para a revista carioca Quem é bom já nasce feito, dos autores Carlos Bittencourt e Cardoso de Meneses. Em setembro, Lombardi co-criou ao lado de Gigi Zamaro o cenário de Segura... o boi (Companhia Arruda), no Theatro Boa Vista, escrita pela mesma dupla de autores revistógrafos e que teve música de Bento Mossurunga. Em novembro daquele ano, no Theatro Guarany, Lombardi pintou os "cenários de grande efeito" para o espetáculo Estrella D'Alva (Companhia Gonçalves), uma opereta portuguesa executada pelo maestro Mário Monteiro e com música de Chiquinha Gonzaga.
Em março de 1922, no mesmo teatro, ele pintou os cenários do espetáculo A Capital Federal (Companhia Pinto Filho), uma "aparatosa burleta" escrita em 1859 por Artur de Azevedo, com música de Assis Pacheco, Nicolino Milano e Luís Moreira. Ainda em 1922, pela mesma Companhia Pinto Filho, realizou o cenário para os espetáculos O Formigão, Voando por baixo... e Seu Tiburcio Tá'Hi', os três apresentados no Theatro Parisiense.
Em 1923, no Theatro Apollo, Lombardi criou um dos cenários do drama O Martyr do Calvario (Companhia Brasileira de Comédia Abigail Maia), escrita por Eduardo Garrido em 1902, mais especificamente o cenário do "jardim das oliveiras"; os demais cenários foram criados pelo português Jayme Silva.
Em março de 1924, Lombardi realizou os cenários da comédia O meu Bebê, adaptação de Maurice Hennequin, para a companhia de Procópio Ferreira, apresentada no Teatro Royal de São Paulo. Em abril daquele ano, através da mesma companhia de teatro, criou cenário para os atos 1 e 2 da peça Meu maridinho, uma adaptação de Restier Júnior da comédia de Roberto Gache.
Em 1927, no Theatro Boa Vista, Lombardi co-criou com Gigi Zamaro cenário para a peça Todas as mulheres, da Companhia Arruda, que tinha como elenco o casal Alfredo Viviane e Lyson Caster.
Em 1929, Lombardi criou os cenários da peça Bom que Doe, da Companhia Permanente de Revistas, Burletas e Sainetes, estrelado por Otília Amorim no Theatro Colombo.
Em 1932, Lombardi criou cenário da peça Peccado Original, uma fantasia musicada, estreiado no antigo "Moinho do Jéca" (um café-concerto no subsolo do Palacete Santa Helena, na Praça da Sé).
Em 1941, Lombardi foi o responsável pelo cenário da comédia musical Nina non far la stupida, um espetáculo em prol da Cruz Vermelha Italiana e das obras assistenciais brasileiras e italianas e organizado pelo Instituto Médio Ítalo-Brasileiro Dante Alighieri.
Na década de 1950, por convite de Vasco Barioni, Lombardi também atuou como professor de métodos de construções cenográficas no Cine São José de São Roque.

### Decoração carnavalesca
Paralelamente à cenografia e à pintura, Lombardi atuou como decorador de desfiles carnavalescos. 
Em 1919, ele e Emílio Stromillo foram contratados pelo Club Fenianos Carnavalescos para a confecção do préstito dos festejos de 1920, que deveria ser composto de belas alegorias, dentre elas "uma inspirada na heróica conquista de Fiume, em homenagem à colônia italiana, na pessoa de Gabriele d'Annunzio".
Em 1923, fez a decoração dos carros alegóricos do Lygia Club (1923); também pintou e construiu, juntamente com o artista Romolo Albanese, os carros do Clube Carnavalesco Argonautas. Decorou também os salões do antigo Hotel Terminus, em São Paulo, para o carnaval de 1934. 
Em fevereiro de 1939, colaborou com a decoração do Baile de Gala ocorrido no Teatro Municipal de São Paulo, descrito como a "festa máxima do carnaval paulista", com inspiração em motivos nacionais.

### Pintura
Em 1903, quando adolescente, Lombardi começou a estudar pintura com Guilherme Pangella. Em 1913, Lombardi foi um dos vários visitantes da exposição do pintor italiano Giuseppe Amisani em São Paulo.
Em 1922, participou de exposição coletiva na I Exposição Geral de Belas Artes, no Palácio das Indústrias em São Paulo.
Em 1943, por volta dos 52 anos, Lombardi abandonou a cenografia para dedicar-se exclusivamente à pintura de telas, realizando sua primeira mostra individual na capital paulista em 1944, com motivos nacionais. Fez também exposições coletivas em eventos do Salão Paulista de Belas Artes entre 1951 e 1956. Recebeu menção honrosa no 17° Salão Paulista, realizado em 1952.
Faleceu no auge de sua carreira artística, quando se preparava para uma nova exposição individual.

### Exposições póstumas
Em 1988, uma amostra individual da obra de Lombardi foi exibida no Centro Cultural São Paulo (CCSP).
Em setembro de 1999, o Espaço Cultural Banespa-Paulista organizou a maior mostra com obras do artista, chamada Romolo Lombardi 1891-1957: o pintor da natureza, com curadoria de Dario Bueno, reunindo cerca de 125 quadros de Romolo Lombardi, além de ensaios fotográficos e artigos de jornais e revistas de época.